# Wilken F. Dincklage
Wilken F. Dincklage (né le 21 août 1942 à Hambourg, mort le 18 octobre 1994 dans la même ville) est un animateur radio et musicien allemand, aussi connu sous le simple nom de Willem ou Der dicke Willem.

## Biographie
Avant de devenir musicien, il travaille comme vendeur et démonstrateur de thé. Il est ensuite expert du bloc de l'Est pour un groupe industriel de Hambourg. Au début des années 1970, il s'installe en colocation dans la Villa Kunterbunt. Il vit ici avec Otto Waalkes, Udo Lindenberg ou Marius Müller-Westernhagen.
À 15 ans, il achète un banjo et joue dans des clubs de jazz de Hambourg. Au début des années 1960, il se met à la guitare. En 1972, il fonde Rentnerband (de) avec Peter Petrel. En 1977, il part et commence une carrière solo sous le nom de Willem. Il obtient ses plus grands succès commerciaux avec des reprises comme Tarzan ist wieder da issu de Disco Duck de Rick Dees. En 1983, Wat? est une reprise de Wot de Captain Sensible. Son dernier succès commercial est en 1986 une reprise de Geil de Bruce and Bongo. Par ailleurs, il interprète en 1975 la chanson Bist Du einsam heut Nacht, reprise de Are You Lonesome Tonight?, en duo avec Helga Feddersen.
En 1981, il se consacre à l'animation radio et travaille pour NDR (NDR 2, NDR 1 Welle Nord), Radio Bremen, Südfunk Stuttgart (de) et Europawelle Saar. Il présente essentiellement des émissions musicales. Après la réunification, il apporte son expérience à Antenne MV, la première radio privée de Mecklembourg-Poméranie-Occidentale.
Il meurt à l'âge de 52 ans d'une embolie pulmonaire, laissant une fille.

## Discographie

### Albums
- 1977: Schwer in Form
- 1979: ...der mit dem Hut

### Compilations
- 1978: Das Beste von der Rentnerband & Willem
- 1983: Wat? Willem – Seine stärksten Songs

### Singles
- 1973: Grüß mir den Herbert, Hein und Jan und mach kein’ Scheiß mit Fred (... Ach Erika) / Batterflei (Original : Butterfly, Danyel Gérard)
- 1974: Mas Palomas, ach nee / Ach du Schreck, der Kohoutek
- 1975: Wir woll’n es schön ham / Schwer in Form
- 1977: Tarzan ist wieder da / Nächste Woche habe ich Geburtstag
- 1977: Lass’ die Morgensonne (Endlich untergeh’n) / Dort bin ich zu Haus
- 1977: Du, Du, Du (She’s a Good Woman) (Rentnerband (de) & Willem) / Tanzband auf der Titanic
- 1977: Fröhliche Weihnachten / Gut’ Nacht, Kinder
- 1978: Onkel Fuzzy (Rentnerband & Willem) / Gestatten, Schmidt
- 1978: Die Polizei / Trimm Dich fix
- 1978: Sie (ist, wohl wie Mädchen sind) / Willems Bio
- 1979: Nie wieder Alkohol / Nur vom Allerfeinsten
- 1979: Herein in den Beknacktenclub (Willem, Günter (de) und all’ die Anderen) / Mit Zampel un Kaffetäng
- 1980: Oma’s Märchenstunde / Kurti’s Delight
- 1980: Der Eiertoller der Rock’n Roller / Freitag Nachmittag im Urwald (Umbaumbarassa)
- 1983: Armer Bär / Armer Bär (instrumental)
- 1983: Wat? / Mein Aufbaupräparat
- 1985: Kasse machen (Original: Doin’ the Ali Shuffle d'Alvin Cash) / Latte Si
- 1986: Geil / Willems B-B-Boogie

## Filmographie
Wilken F. Dincklage a aussi joué quelques petits rôles dans des films :
- Helga und die Nordlichter (de) (1984)
- Otto – Der Film (1985)
- Otto – Der neue Film (de) (1987)
- Otto – Der Außerfriesische (de) (1989)
- Ein Fall für TKKG (Épisode: Bestien in der Finsternis, 1987)

Il prête aussi sa voix à des pièces de théâtre radiophonique.